# Elektronenstrahlverdampfer
Ein Elektronenstrahlverdampfer ist ein Gerät zum Verdampfen von Feststoffen. Der Elektronenstrahlverdampfer gehört zu den thermischen Verdampfern.

## Hintergründe
Die Verdampfungsenergie wird mittels einer Elektronenkanone in einen Tiegel mit dem Verdampfergut gebracht. Für kleine Proben haben sich sogenannte Mini-Elektronenstrahlverdampfer durchgesetzt, bei denen der Elektronenstrahl direkt auf einen zu verdampfenden Stab (Ø2–6 mm) oder in einen Tiegel geleitet wird. Gerade die Stab-Verdampfung hat vielfältige Vorteile wie: höchst reine Schichten, keine Legierungsprobleme mit Tiegel, Bedampfung von allen Richtungen (sogar nach unten) etc.

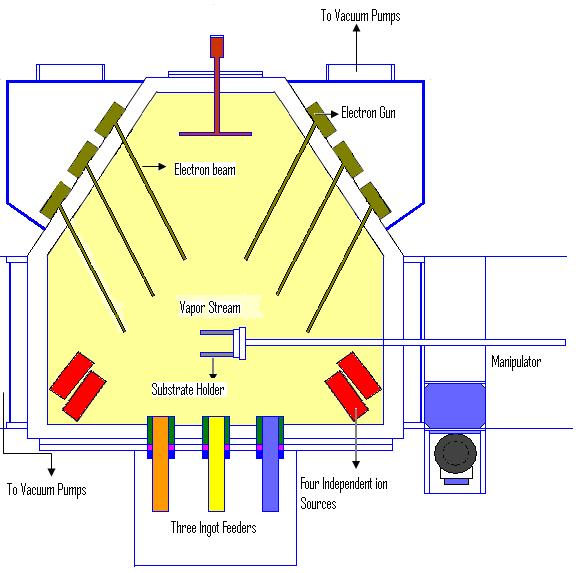
Schematischer Aufbau einer Elektronenverdampfer-Kammer

Da sich mit der Elektronenstrahlverdampfung sehr hohe Energiedichten und Temperaturen erzielen lassen, können alle bekannten Feststoffe verdampft werden, auch Wolfram, Kohlenstoff, Keramiken etc. Da Elektronenstrahlkanonen ein Vakuum voraussetzen, sind alle Anwendungen der Elektronenstrahlverdampfer Vakuumprozesse. Im Vergleich zu anderen thermischen Verdampfern erzielt man mit Elektronenstrahlverdampfern hohe Verdampfungsraten.

## Anwendungen
Elektronenstrahlverdampfer werden in der Beschichtungstechnik eingesetzt um dünne Schichten aufzudampfen, zum Beispiel Anti-Reflexschichten, Hartstoffschichten auf optische Oberflächen (z. B. Brillengläser), oder Effektschichten auf Papier oder Kunststofffolien.
Bei diesem Beschichtungsverfahren wird das in Tiegeln befindliche granulare Beschichtungsmaterial durch Beschuss mit einem hochenergetischen fokussierten Elektronenstrahl verdampft. Das verdampfte Material breitet sich in einem Dampfstrahl keulenförmig aus und schlägt sich auf den oberhalb der Schmelztiegel befindlichen Glassubstraten nieder. Dort erfolgt die Schichtbildung durch Kondensation. Der Einsatz drehbarer Mehrlochtiegel, die mit unterschiedlichen Beschichtungsmaterialien bestückt werden können, ermöglicht die Beschichtung von Multilayern in einem einzigen Beschichtungszyklus. Die Schichtstruktur ist steuerbar durch die gewählten Beschichtungsparameter und über die Substrattemperatur. Mit der exakten In-situ-Steuerung des Beschichtungsprozesses, bspw. Abschalten der Elektronenkanone nach Erreichen des erforderlichen Transmissionswertes, werden hochpräzise optische Funktionsbeschichtungen wie bspw. Strahlteiler mit unterschiedlichen Transmissions- und Reflexionswerten produziert: ein entscheidender Vorteil bei der Beschichtung mittels Elektronenstrahlverdampfung.